# Gary Grubbs
Gary Grubbs (Amory (Mississippi), 14 november 1949), geboren als Jon Gary Grubbs, is een Amerikaans acteur en scenarioschrijver.

## Biografie
Grubbs begon in 1977 met acteren in de film For the Love of Benji. Hierna heeft hij nog meer dan 170 rollen gespeeld in films en televisieseries zoals For Love and Honor (1983-1984), JFK (1991), The Stranger Beside Me (1995), The X-Files (1998), Will & Grace (1998-1999), The Astronaut's Wife (1999), Angel (2001-2004), The O.C. (2006-2007) en Prison Break: The Final Break (2009).
Grubbs is getrouwd en heeft hieruit een zoon en een dochter, en verhuisde in 1977 met hen van Amory naar Los Angeles om zich toe te leggen op het acteren. Nu woont hij met zijn familie in Hattiesburg en is nu ook actief als scenarioschrijver  voor de zender CBS en heeft ook zijn eerste theaterspel geschreven genaamd As The Crow Flies waar hij zelf ook een rol in vervulde wat zeer lovende kritieken ontving.

## Filmografie

### Films
Selectie:
- 2015 Concussion - als FBI aqent
- 2014 Project Almanac - als dr. Lu
- 2013 Parkland - als dr. Kemp Clark
- 2012 Django Unchained - als Bob Gibbs
- 2012 Battleship – als admiraal
- 2010 Revenge of the Bridesmaids – als Lou Wald
- 2010 The Chameleon – als John Striker
- 2009 Prison Break: The Final Break – als senator Hatten
- 2008 Deal – als mr. Stillman
- 2006 Déjà Vu – als politie luitenant
- 2006 Not Like Everyone Else – als John Mack Butler
- 2004 Ray – als Billy Ray
- 1999 The Astronaut's Wife – als Nasa directeur
- 1998 The X-Files – als brandweercommandant Miles Cooles
- 1995 The Stranger Beside Me – als hoofdmonteur
- 1991 JFK – als Al Oser
- 1987 Nadine – als Cecil
- 1983 Silkwood – als Randy Fox
- 1982 Honkytonk Man – als Jim Bob
- 1982 The Border – als Honk

### Televisieseries
Uitgezonderd eenmalige gastrollen.
- 2015 The Astronaut Wives Club - als Cal Butterfield - 2 afl.
- 2014 - 2015 Murder in the First - als dr. Richard Furdon - 2 afl.
- 2010 - 2012 Treme – als Richard Desautel – 4 afl.
- 2012 Common Law – als mr. Dumont – 12 afl.
- 2006 – 2007 The O.C. – als Gordon Bullit – 6 afl.
- 2001 – 2004 Angel – als Roger Burkle – 4 afl.
- 1998 – 1999 Will & Grace – als Harlin Polk – 11 afl.
- 1994 Heaven & Hell: North & South, Book III – als luitenant Pickles – 3 afl.
- 1991 – 1992 Growing Pains – als George Brower – 2 afl.
- 1990 Hull High – als mr. Brawley – 4 afl.
- 1988 – 1989 Disneyland – als George Russell – 4 afl.
- 1987 Married... with Children – als Delbert – 2 afl.
- 1985 Half Nelson – als Hamill – 6 afl.
- 1983 – 1984 For Love and Honor – als kapitein Steven Wiecek – 12 afl.
- 1979 From Here to Eternity – als Krebes – miniserie

- Biblioteca Nacional de España: XX4971674
- Bibliothèque nationale de France: cb141837366 (data)
- International Standard Name Identifier: 0000 0001 1443 2718
- Library of Congress Control Number: n88100610
- Virtual International Authority File: 46971575
- WorldCat: E39PBJgCFkcbHWKvW4HHXQTvHC